# Moyo
Moyo  este un oraș  în  Uganda. Este reședinta  districtului Moyo.